# 工藤優
工藤 優（くどう ゆう、2000年6月2日 - ）は、日本の元子役である。
血液型はAB型。かつて劇団ひまわりに所属していた。

## 出演

### テレビドラマ
- 虹のかなた（2004年、毎日放送）広川まひろ 役
- 女と愛とミステリー 危険な童話（2004年、テレビ東京）尾崎加代子 役
- 一番大切な人は誰ですか? 第4話（2004年、日本テレビ）ミクちゃん 役
- 天てれドラマ おむすびころりん地底人（2006年、NHK教育テレビ）地底人娘 役
- サタデーバリューフィーバー イルカデルカ（2009年、日本テレビ）鈴木光子（幼少期） 役

### バラエティ
- テレビ公開大捜査SP14（2004年、TBSテレビ）

### 舞台
- 冬のひまわり（2007年、大阪松竹座・新橋演舞場）五十嵐さくら 役
- 楽劇 薔薇の騎士（2008年）天使1（幼少時代の元帥夫人） 役
- 明治座初春公演 細雪（2010年）幸子の娘 悦子 役
- 文学座 女の一生 (森本薫)（2010年）堤知栄（少女期） 役
- 童謡詩劇 うずら（2010年）はな 役

### コンサート
- エコライフ「森のささやき ファミリーコンサート〜井上あずみ with 四重奏」（2006年）

### 吹き替え
- ザ・ケープ 漆黒のヒーロー（2011年、WOWOW）

### 声の出演
- 櫻坂46 1stシングル特典 増本綺良 「綺良と綺良」相手 役（2020年）